# Hotel Diament w Gliwicach
Hotel Diament w Gliwicach (niem. Schlesischer Hof) - zabytkowy budynek znajdujący się w centrum Gliwic przy ul. Zwycięstwa 30, wpisany do rejestru zabytków w dniu 28 października 1988 (nr rej.: A/1383/88).

## Architektura
Budynek jest utrzymany w stylu eklektyzmu z przewagą neorenesansu i neobaroku.

## Historia
Budowla została wzniesiona w 1895 roku na planie czworokąta. To czterokondygnacyjny budynek wpisany w róg ówczesnych ulic Wilhelmstrasse (dzisiejsza ul. Zwycięstwa) i An der Klodnitz (dzisiejsza ul. Kłodnicka). Został otwarty w 1897 roku pod nazwą Schlesischer Hof (pol. Dwór Śląski). Był wówczas jednym z najbardziej ekskluzywnych hoteli w Gliwicach. Oferował gościom blisko 30 pokoi w wysokim standardzie.
W ciągu kolejnych kilku lat jego wnętrza i elewacja były kilkakrotnie przebudowywane, natomiast w 1905 roku zainstalowano w nim oświetlenie elektryczne. W czerwcu 1899 roku hotel odwiedziła para książęca Charlotte i Bernhard von Sachsen-Meiningen.
Po 1945 roku hotel stanowił własność komunalną, zaś w latach 90. XX w. właścicielem zostało Wojewódzkie Przedsiębiorstwo Usług Turystycznych w Katowicach, a następnie spółka HOFPOL z Czekanowa. Dziś obiekt jest częścią polskiej sieci Hotele Diament.
W 1998 roku rozpoczęto generalny remont budynku, który przywrócił m.in. pierwotny wygląd fasady.